# Río Guadamatilla y Arroyo del Tamujar
Río Guadamatilla y Arroyo del Tamujar este o arie protejată (arie specială de conservare — SAC, sit de importanță comunitară — SCI) din Spania întinsă pe o suprafață de 186,83 ha, integral pe uscat.

## Localizare
Centrul sitului Río Guadamatilla y Arroyo del Tamujar este situat la coordonatele 38°36′25″N 5°04′35″W / 38.607°N 5.0763°V.

## Înființare
Situl Río Guadamatilla y Arroyo del Tamujar a fost declarat sit de importanță comunitară în aprilie 1999 pentru a proteja 1 specie de plante și 9 specii de animale. Situl a fost protejat și ca arie specială de conservare în martie 2015.

## Biodiversitate
Situată în ecoregiunea mediteraneană, aria protejată conține 8 habitate naturale: Pseudostepă cu ierburi și specii anuale de Thero-Brachypodietea, Păduri termofile cu Fraxinus angustifolia, Tufărișuri termo-mediteraneene și de pre-deșert, Galerii și tufărișuri riverane sudice (Nerio-Tamaricetea și Securinegion tinctoriae), Iazuri temporare mediteraneene, Cursuri de apă de la nivel de câmpie la nivel montan, cu vegetație Ranunculion fluitantis și Callitricho-Batrachion, Roci stâncoase cu vegetație pionieră de Sedo-Scleranthion sau Sedo albi-Veronicion dillenii, Dehesas cu Quercus spp. perene.
La baza desemnării sitului se află mai multe specii protejate:
- plante (1): Marsilea batardae
- păsări (6): vulturul negru (Aegypius monachus), pescăruș albastru (Alcedo atthis), cocor (Grus grus), vultur egiptean (Neophron percnopterus), Pterocles orientalis, spârcaci (Tetrax tetrax)
- mamifere (2): vidră de râu (Lutra lutra), râs iberic (Lynx pardinus)
- pești (1): Luciobarbus comizo